# Марі Краймбрері
Мари́на Вади́мівна Жада́н (рос. Мари́на Вади́мовна Жада́н) (21 серпня 1992 , Кривий Ріг, Дніпропетровська область ), псевдонім Марі Краймбрері — російська співачка українського походження.

## Біографія
Народилася 21 серпня 1992 року в Кривому Розі. Батько — Вадим Жадан, мати — Людмила Жадан, брат — Олег.
З 4 років виступала на сцені солісткою дитячого танцювального колективу, однак травма коліна змусила Марину в 15 років забути мрію стати танцівницею.
Переїхавши з Кривого Рогу в Москву до хлопця, вона стала викладачем танців. У цей час почала писати пісні.
2017 року Марина заявила про стосунки з Олексієм Назаровим (псевдонім Lx24).
2022 року, після повномасштабного російського вторгнення до України Марина жодним чином не прокоментувала війну, через що її критикували за мовчазну підтримку путінського режиму та замовчування війни в Україні.

## Музична кар'єра
У 19 років Марина почала кар'єру авторки з композиції «Давай назавжди», згодом вийшли пісні «Кеди, капюшон», «Немає нікого крутішого нас», «Криє», «Вона тобі не пасує», «Чи подобаюся я йому» та інші.
На пісню «Давай назавжди» у 2015 році був випущений кліп. У 2016 році Марина знялася в кліпі виконавця Lx24 на пісню «Ми залишимося в місті одні». Дебютний альбом Марі «ННКН» вийшов у 2017 році, куди увійшло 13 пісень, найпопулярнішими з яких стали «Він теж любить дим» і «Полюби мене п'яну».
Спочатку голос Марини звучав тільки в інтернеті, але з 2017 року вона стала з'являтися на радіостанціях і телебаченні. Марина тривалий час не працювала з продюсерами, поки їй не запропонували співробітництво у продюсерському центрі Velvet Music, під егідою якого виступають Андрій Звонкий, Йолка, Володимир Пресняков, Анна Плетньова, соліст групи Burito та інші. Співпраця з лейблом почалася з синглу «Не в адекваті», потім були випущені «Туси сам» і «Вона тобі не йде», які згодом увійшли в альбом «Перевзулася». 28 листопада 2017 року Марина відіграла свій перший сольний концерт у Москві.
Гастрольний графік співачки включає в основному великі міста Росії, іноді міста Білорусі та України.
22 січня 2019 року була випущена пісня «На тату». У цьому кліпі знімався Олексій Летючий і Марі, трек було опубліковано на російському Муз-ТВ.

## Дискографія

### Альбоми
| Назва                      | Інформація                                                                       |
| -------------------------- | -------------------------------------------------------------------------------- |
| ННКН                       | - Реліз: 7 квітня 2017 - Лейбл: Rebel Age - Формат: Цифрова дистрибуція          |
| Переобулась                | - Реліз: 30 березня 2018 - Лейбл: Velvet Music - Формат: Цифрова дистрибуція, CD |
| Нас узнает весь мир, Pt. 1 | - Реліз: 19 березня 2021 - Лейбл: Velvet Music - Формат: Цифрова дистрибуція     |
| Нас узнает весь мир, Pt. 2 | - Реліз: 14 жовтня 2022 - Лейбл: Velvet Music - Формат: Цифрова дистрибуція      |

## Премії і номінації
| Рік  | Премія              | Категорія         | Результат    | Іст.   |
| ---- | ------------------- | ----------------- | ------------ | ------ |
| 2020 | «Нове радіо Awards» | Найкраща артистка | В очікуванні | [ 10 ] |